# Herbert Teubner
Herbert Teubner (* 1937) ist ein deutscher Chemiker und Kommunalpolitiker. Er war von 1990 bis 1991 Bürgermeister der Kreisstadt Wernigerode am Harz.

## Leben
Der in der Tschechoslowakei geborene Teubner musste 1945 mit seinen Eltern das Sudetenland verlassen. Die Familie ließ sich in Naumburg (Saale) nieder, wo Teubner das Abitur ablegte. In Leuna absolvierte er eine Ausbildung zum Chemiefacharbeiter. Im Anschluss studierte er an der Technischen Hochschule Merseburg, wo er 1962 das Diplom erwarb. Gemeinsam mit Professor Elmar Profft ging er nach Wernigerode an die Außenstelle für Forschung und Entwicklung des VEB Arzneimittelwerkes Dresden. Herbert Teubner übernahm 1970 diese Forschungsstätte, nachdem er 1968 an der Martin-Luther-Universität Halle-Wittenberg zum Dr. rer. nat. promoviert worden war. Das Thema seiner Dissertation lautet: Arzneimittel-Studien am 1-Phenyl-2.3-dimethylpyrazolon-(5)-speziell Untersuchung des reaktiven Verhaltens des C-Atoms in 4-Stellung. 
Teubner wurde Mitglied der CDU. Als Vertreter dieser Partei trat er offiziell am 1. Juli 1990 das Amt des Bürgermeisters von Wernigerode an und wurde Nachfolger von Martin Kilian (SED). Bereits nach wenigen Monaten legte Teubner das Bürgermeisteramt nieder. Seit 1971 war Herbert Teubner als inoffizieller Mitarbeiter unter dem Decknamen "Herzberg" für das MfS tätig (BArch, MfS, BV Magdeburg, KD Wernigerode, Reg.-Nr. VII 174/67).